# Preludiu
Preludiu este un film românesc din 1969 regizat de Paula Popescu-Doreanu.